# Tajný život K.C.
Tajný život K.C. (v anglickém originále K.C. Undercover) je americký seriál stanice Disney Channel, vytvořený Corinne Marshall a produkovaný Robem Lottersteinem. Seriál měl premiéru 1. ledna 2015 na Watch Disney Channel, televizní premiéra následovala 18. ledna.

## Děj
Seriál sleduje K. C. Cooper (Zendaya), středoškolačku a matematického génia, která je rekrutována vlastními rodiči do super-tajné špiónské organizace.

## Obsazení
- Zendaya jako K.C. Cooper (český dabing: Ivana Korolová)
- Veronica Dunne jako Marisa Miller (český dabing: Martina Kechnerová)
- Kamil McFadden jako Ernie Cooper (český dabing: Jindřich Žampa)
- Trinitee Stokes jako Judy Cooper (český dabing: Klára Nováková)
- Tammy Townsend jako Kira Cooper (český dabing: René Slováčková)
- Kadeem Hardison jako Craig Cooper (český dabing: Filip Švarc)

## Vysílání
| Řada | Díly | Premiéra v USA   | Premiéra v USA | Premiéra v ČR (ČT :D) | Premiéra v ČR (ČT :D) | Premiéra v ČR     | Premiéra v ČR  |
| Řada | Díly | První díl        | Poslední díl   | První díl             | Poslední díl          | První díl         | Poslední díl   |
| ---- | ---- | ---------------- | -------------- | --------------------- | --------------------- | ----------------- | -------------- |
| 1    | 27   | 18. ledna 2015   | 24. ledna 2016 | 6. září 2018          | 16. října 2018        | 18. července 2015 | 5. září 2016   |
| 2    | 24   | 6. března 2016   | 13. ledna 2017 | 17. října 2018        | 21. listopadu 2018    | 2. října 2016     | 3. června 2017 |
| 3    | 24   | 7. července 2017 | 2. února 2018  | 17. února 2022        | bude oznámeno         | 9. září 2017      | 7. srpna 2018  |